# ANA-groep
De ANA-groep of 'basale bedektzadigen' (in het Engels: ANA grade) is een grade (onvolledige groep van afstammelingen van een gemeenschappelijke voorouder) en niet om een clade (groep van alle afstammelingen van eenzelfde gemeenschappelijke voorouder).
In de indeling volgens het APG IV-systeem zijn er drie primitieve ordes binnen de bedektzadigen: de Amborellales, Nymphaeales en Austrobaileyales. Deze zijn de naamgevers van 'ANA-groep'. De ANA-groep is in het APG IV-systeem de vervanger van de ANITA-groep in het APG II-systeem.
De 23e druk van Heukels gebruikt de oudere term "ANITA-groep" als naam in de rang van orde op grond van de indeling in het APG II-systeem.
De "ANA-groep" ziet het er als volgt uit:
| - 'angiosperms', bedektzadigen, Angiospermae - Amborellales ← (ANA-groep) - - Nymphaeales ← (ANA-groep) - - Austrobaileyales ← (ANA-groep) - 'mesangiosperms' - 'magnoliids', magnoliiden, Magnoliopsida - Chloranthales - - 'monocots', Monocotyledoneae, eenzaadlobbigen - Dicotyledonae, tweezaadlobbigen - Ceratophyllales - 'eudicots', Asteropsida, 'nieuwe' tweezaadlobbigen |

Voorbeelden ANA-groep
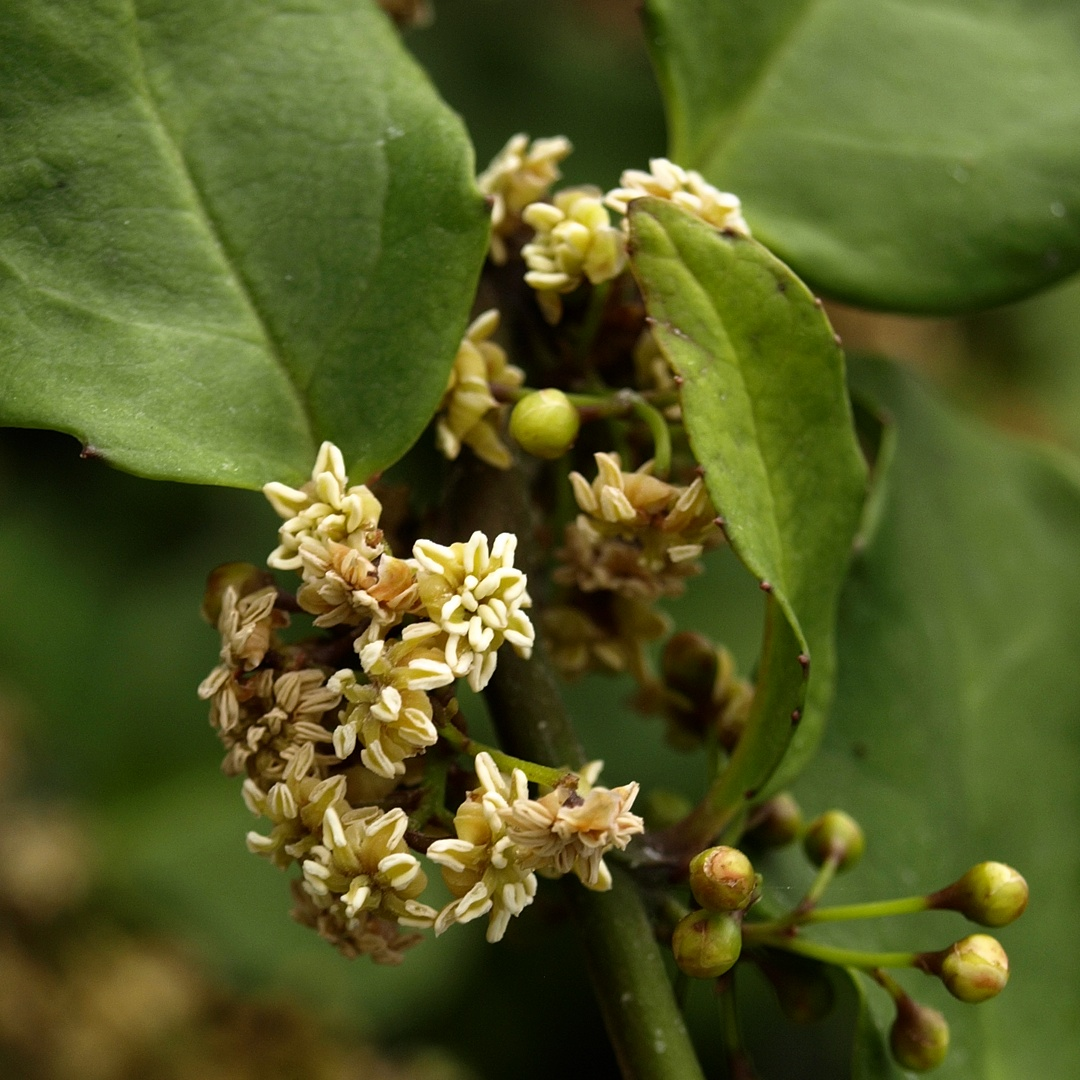
Amborella trichopoda
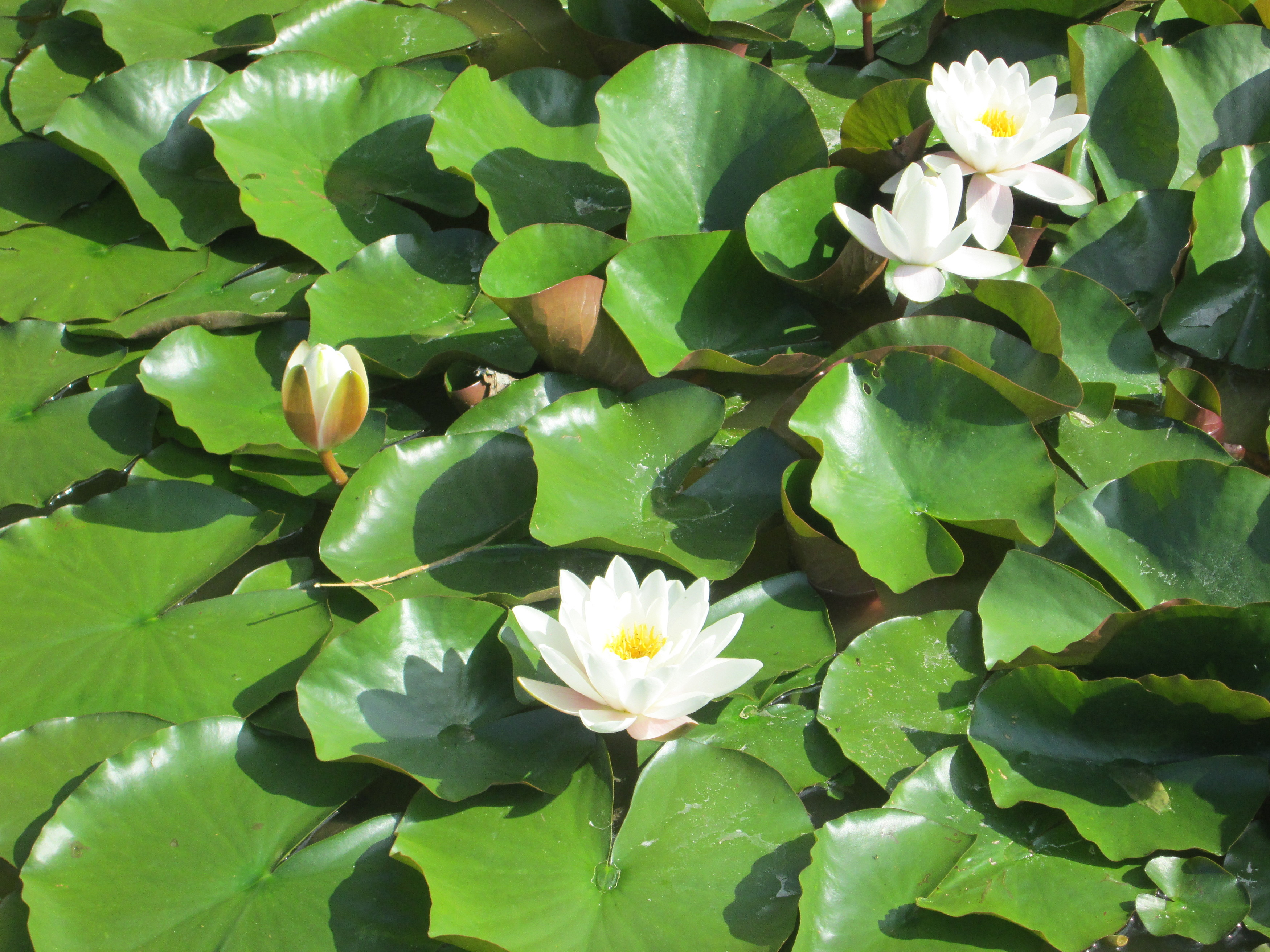
Nymphaea alba, waterlelie
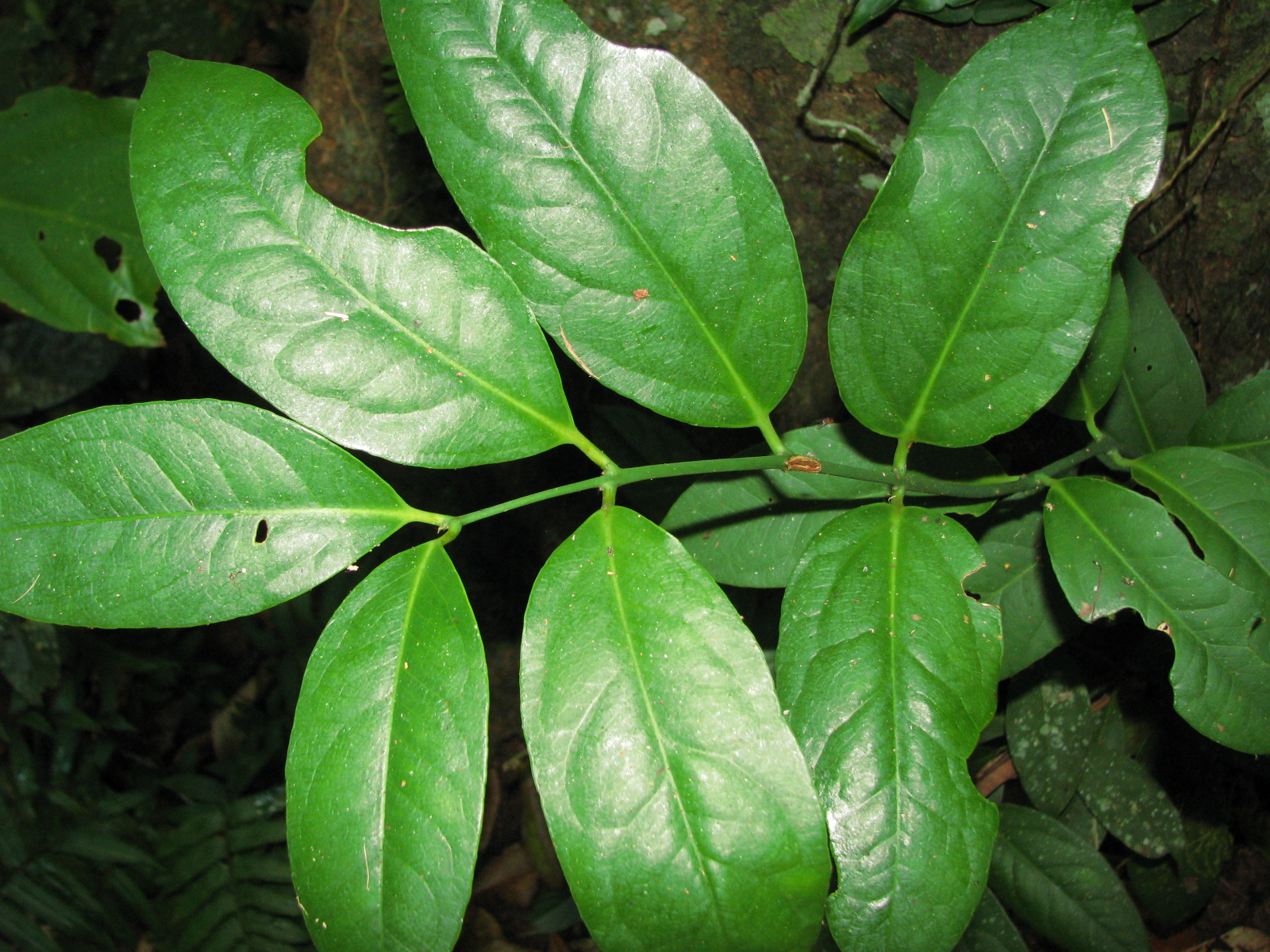
Austrobaileya scandens
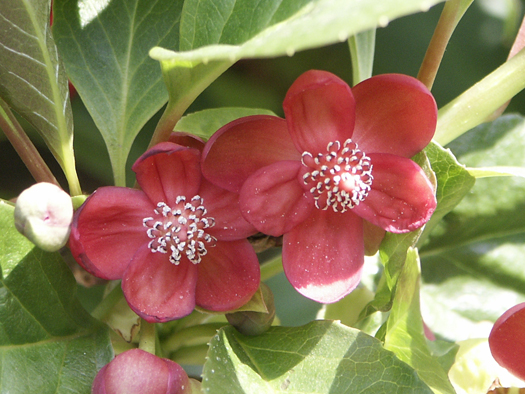
Schisandra rubriflora (Schisandraceae in Austrobaileyales)